# Noria
Noria je pozdní až velmi pozdní moštová odrůda révy vinné (Vitis vinifera), určená k výrobě bílých vín, která byla vyšlechtěna roku 1974 na Slovensku, v Opatovské Nové Vsi, původně se předpokládalo, že se jedná o křížence odrůd Ryzlink rýnský a Sémillon, ale analýzou DNA byl zjištěn původ Ezerjo x Tramín červený. Odrůda je typově podobná odrůdě Ryzlink rýnský a má i podobné nároky na stanoviště.

## Popis
Réva vinná (Vitis vinifera) odrůda Noria je jednodomá dřevitá pnoucí liána dorůstající v kultuře až několika metrů. Kmen tloušťky až několik centimetrů je pokryt světlou borkou, která se loupe v pruzích. Úponky umožňují této rostlině pnout se po pevných předmětech. Růst je středně bujný. Vrcholky letorostů jsou polootevřené, středně hustě ochmýřené, mladé lístky jsou žlutozelené, bez nebo s velmi slabým antokyaninovým zabarvením, letorost je zelený s červenými pruhy. Jednoročné réví je hnědé, rýhované. Zimní pupeny jsou malé až střední, zahrocené.
List je středně velký, sytě zelený, příčně oválný, pětiúhelníkový, pětilaločnatý s mělkými až středně hlubokými výkroji, jemně puchýřnatý, na spodní straně hustě chloupkatý, žilnatina je hladká, bez štětin, řapíkový výkroj je otevřený, lyrovitý s ostrým dnem, řapík je střední až dlouhý. Listy zůstávají dlouho na keři a jsou výrazně zelené, zbarvují se do hnědožluta a opadávají až poměrně pozdě.
Oboupohlavní pětičetné květy v hroznovitých květenstvích jsou žlutozelené, samosprašné. Plodem je středně velká, nepravidelná, krátce elipsovitá bobule, která je zelenožlutá, průměrně ojíněná, její slupka je středně pevná, dužina je měkká, rozplývavá, aromatická. Hrozen je malý až středně velký, válcovitě-kuželovitý, středně hustý, na kratší stopce.

## Původ a rozšíření
Noria je moštová odrůda vinné révy (Vitis vinifera), kříženec odrůd Ezerjo x Tramín červený, byť bylo původně udáváno, že se jedná o křížení Ryzlink rýnský a Sémillon. Křížení bylo provedeno v roce 1974 v bývalé Výskumné stanici vinohradnícké a vinárské ve Veľkém Krtíši, na pracovišti Opatovská Nová Ves, pod vedením vedoucího šlechtitele Ing. Emila Šišku. Autorkou odrody je A. Foltánová.
Odrůda byla roku 2002 zapsána do Listiny registrovaných odrůd Slovenské republiky, od roku 2004 je zde právně chráněná. Na Slovensku je zatím pěstována víceméně na pokusných plochách, například ve Strekově. Je vhodná i k pěstování v okrajových vinařských oblastech.
Odrůda sice není zapsána do Státní odrůdové knihy České republiky, ale byla zapsána do Listiny registrovaných odrôd Slovenské republiky v roce 2002, proto se jí týká vyhláška č. 28/2010 Sb. která umožňuje od roku 2010 pro pěstování a výrobu jakostního vína využívat také odrůdy z ostatních zemí Evropské unie. Norii ojediněle ji najdeme ve vinicích, převážně mezi malopěstiteli, například v Hovoranech.

## Název
„Noria“ je mimo jiné název dřevěných vodních čerpacích kol, která sloužila k zavlažování polí v zemích Blízkého a Středního východu a též k čerpání vody do akvaduktů. V případě názvu této slovenské odrůdy se patrně jedná o novotvar, jehož význam sice oficiálně není nikde upřesněn, ale patrně jde o kombinaci písmen z názvů rodičovských odrůd. Pracovní název křížení byl RRxSE 23/33.

## Pěstování
Růst je středně bujný, réví vyzrává velmi dobře. V méně kvalitních půdách je třeba podpořit růst podnožemi K 5BB či Cr 2. Podobně jako Ryzlink rýnský je odolná proti zimním mrazům a netrpí ani pozdními jarními mrazy, mnohem méně sprchává a netrpí ani fyziologickým vadnutím třapiny. Je vhodná na střední i vysoké vedení s řezem na střídavé tažně na rýnsko-hesenském vedení, při středním sponu, z vysokých způsobů vedení vyhovují kordóny typu Moserova vedení a jeho modifikace, doporučované zatížení je 8–10 plodonosných oček na m². Je výnosná a cukernatost je více než uspokojivá. Při odrůdových zkouškách dosáhla průměrné úrody 12–15 t/ha při cukernatosti 19–23 °NM a obsahu kyselin 8–12 g/l.

### Fenologie
Odrůda raší, kvete i zaměká středně pozdně, zaměká ve druhé polovině srpna, sklizeň nastává v závislosti na ročníku od začátku do poloviny října, v horších ročnících i později, sklízí se ve stejném termínu jako Ryzlink rýnský, to je podle podmínek od začátku do konce října, u nás spíše v druhé polovině října.

### Choroby a škůdci
Odrůda poměrně dobře odolává padlí révovému (Uncinula necator) a červené spále (Pseudopeziza tracheiphila), je středně citlivá na plíseň révovou (Plasmopara viticola), častěji ji napadá plíseň šedá (Botrytis cinerea), ale i tak jí odolává lépe, než Ryzlink rýnský, průměrně trpí obaleči.

### Poloha a půdy
Odrůda je velmi náročná na polohy, důležitá je mírně svahovitá poloha s jižní expozicí. Vyžaduje stejně kvalitní půdy jako Ryzlink rýnský. Pro pěstování jsou méně vhodné půdy suché a méně kvalitní, kde stejně jako v horších polohách poskytuje méně harmonická vína s vysokou aciditou. Velmi vhodné jsou půdy výživné, vododržné, hlinitopísčité.

## Víno
Odrůda je vhodná na výrobu odrůdových, především přívlastkových vín. Pro výrobu jakostních vín je důležitá vynikající aromatická zralost, dostatečná cukernatost a vyrovnaný, spíše nižší obsah kyselin. Technologie výroby vína může být podobná jako u odrůdy Ryzlink rýnský, aby došlo k zvýraznění aromatických a chuťových vlastností vína.
Vína jsou v závislosti na terroir aromatická, svěží, s výrazně ovocitým odrůdovým charakterem, jsou harmonická, s komplexním aroma připomínajícím Sémillon, někdy se ve víně objevuje i aroma černobezové, angreštové či tóny citrusových plodů. Vína z dobrých ročníků jsou schopna delšího zrání.

### Multimédia
- Martin Šimek : Encyklopédie všemožnejch odrůd révy vinné z celýho světa s přihlédnutím k těm, co již ouplně vymizely, 2008–2012